# Zahraa, Idlib
Zahraa (tiếng Ả Rập: الزهراء) là một ngôi làng Syria nằm ở Darkush Nahiyah thuộc huyện Jisr al-Shughur, Idlib. Theo Cục Thống kê Trung ương Syria (CBS), Zahraa có dân số 871 trong cuộc điều tra dân số năm 2004.